# Галшар
Галшар (монг. Галшар) — сомон аймака Хэнтий в восточной части Монголии. Численность населения по данным 2010 года составила 1 807 человек.
Центр сомона — посёлок Буянт, расположенный в 128 километрах от административного центра аймака — города Ундерхаан и в 400 километрах от столицы страны — Улан-Батора.

## География
Сомон расположен в восточной части Монголии. Граничит с соседними сомонами Баянмунхе, Баянхутаг, и Дархан, а также с двумя соседними аймаками Дорноговь и Сухэ-Батор.

## Климат
Климат резко континентальный. Средняя температура января -23 градусов, июля +20 градусов. Ежегодная норма осадков 210 мм.

## Фауна
Животный мир Галшара представлен лисами, корсаками, антилопами-джейранами, дикими кошками-манулами.

## Инфраструктура
В сомоне есть школа, больница, торговые и культурные центры.

## Известные уроженцы
- Агван-Балдан (1797—1864) — выдающийся буддийский философ XIX века.